# Jean-Claude Larrieu (Kameramann)
Jean-Claude Larrieu (* 20. September 1943 in Montastruc) ist ein französischer Kameramann.
Jean-Claude Larrieu ist seit Anfang der 1970er Jahre als Kameramann tätig, dabei die ersten Jahre noch als Kamera-Assistent. Fürs Kino und Fernsehen war er an mehr als 70 Produktionen beteiligt. Er arbeitete häufig mit der Regisseurin Isabel Coixet zusammen. 2006 und 2018 wurde er für seine Arbeiten mit dem spanischen Filmpreis Cinema Writers Circle Award ausgezeichnet.

## Filmografie (Auswahl)
- 1997: Julie Lescaut (Fernsehserie, 1 Folge)
- 1999: Späte Reise (Voyage)
- 2000: Spitzenträume (Les petites mains)
- 2003: Juliette und ihr Bauch (La ventre de Juliette)
- 2003: Mein Leben ohne mich (My Life Without Me)
- 2005: Havanna Blues (Habana Blues)
- 2005: The Last Sign
- 2005: Das geheime Leben der Worte (The Secret Life of Words)
- 2006: Paris, je t’aime (Segment Bastille)
- 2008: Elegy oder die Kunst zu lieben (Elegy)
- 2009: Die Schachspielerin (Joueuse)
- 2009: Eine Karte der Klänge von Tokio (Map of the Sounds of Tokyo)
- 2010: Vielleicht in einem anderen Leben
- 2010: Nur für Personal! (Les femmes du 6e étage)
- 2013: Molière auf dem Fahrrad (Alceste à bicyclette)
- 2013: Another Me – Mein zweites Ich (Another Me)
- 2015: Nobody Wants the Night (Nadie quiere la noche)
- 2016: Julieta
- 2017: Der Buchladen der Florence Green (The Bookshop / La librería)
- 2018: Ein Dorf zieht blank (Normandie Nue)
- 2019: Foodie Love (Fernsehserie)